# Barbaggio
Barbaggio est une commune française située dans la circonscription départementale de la Haute-Corse et le territoire de la collectivité de Corse. Le village appartient à l'ancienne piève de Patrimonio, dans le Nebbio.

## Géographie

### Situation
Commune de la région du Nebbio appelée depuis l'antiquité Conca d'Oro (traduction Conque riche), Barbaggio est l'une des 14 communes composant l'actuel canton de Biguglia-Nebbio. Située au sud-est de Patrimonio réputée pour ses vignobles et dont elle partage l'AOC pour les vins qu'elle produit, la commune jouxte le sud de l'agglomération bastiaise dont elle est séparée par la Serra di Pigno. Le village se trouve à 9 km de Montesoro, quartier sud de Bastia, et autant de Saint-Florent.

### Relief

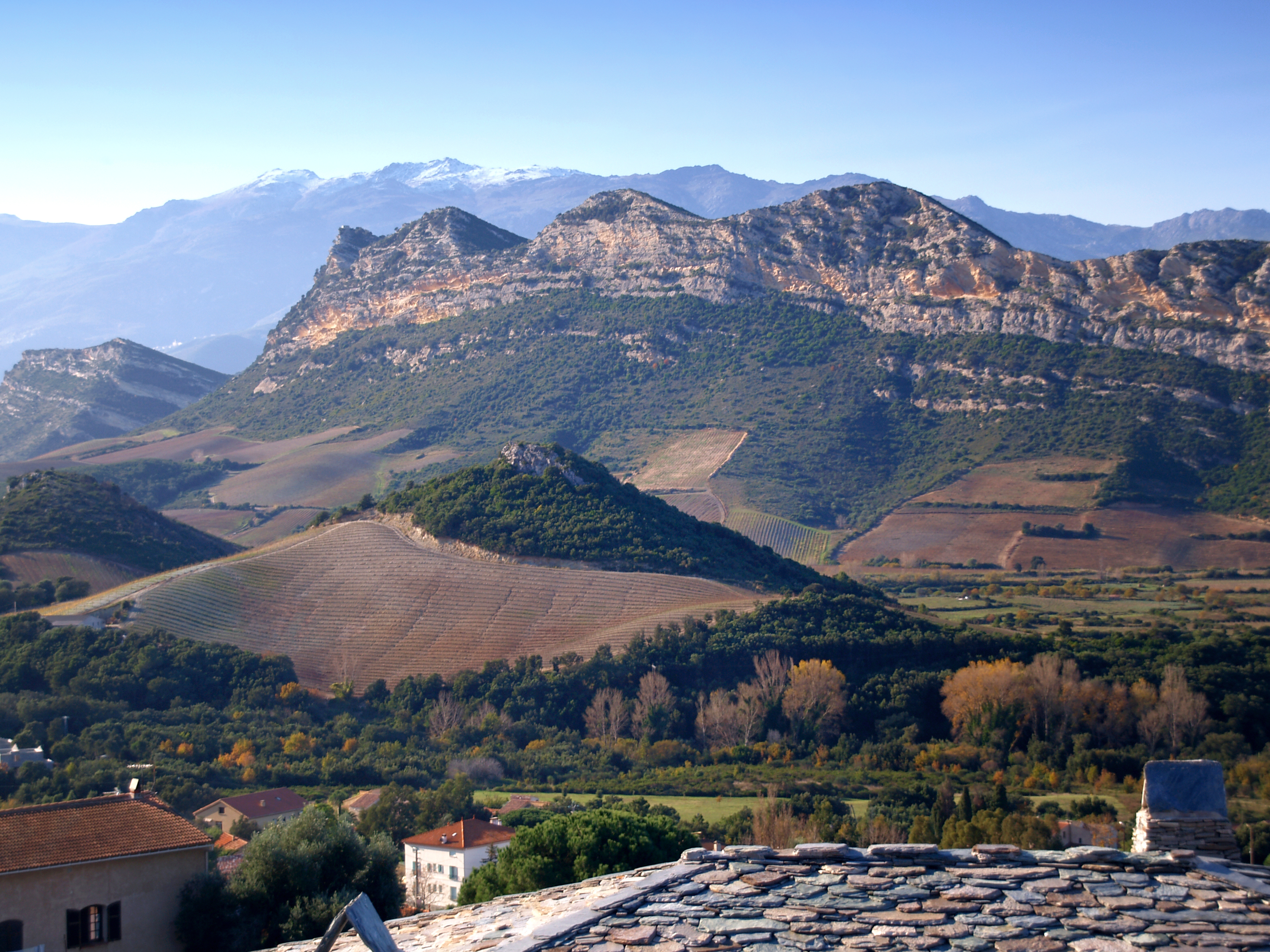
Collines du Monte Sant'Angelo.

Le territoire de Barbaggio est adossé au versant occidental de la chaîne montagneuse de la Serra di Pigno, le prolongement de la dorsale schisteuse du Cap Corse. Il s'étale vers sa plaine située au sud-ouest du village. Son côté oriental est représenté par le vallon du ruisseau de Lucitello, avec le village bâti sur une arête rocheuse, sous le Pigno (958 m).
Ses limites se définissent ainsi :
- au nord, par une démarcation partant du pont de la D 81 à l'entrée de Saint-Florent, remontant le cours du ruisseau de La Trutta à travers un canyon creusé dans les collines calcaires du Monte Sant'Angelo (Poggio-d'Oletta), puis le cours du ruisseau de Vaccareccia avant de suivre une ligne de crête passant par Cima Malaspina (537 m) jusqu'au sud du Pigno (958 m) où sont implantés des pylones de télécommunications repérables à la ronde ;
- à l'est, par une ligne de crête passant par Cima Orcaio (788 m), longeant la D 81 à hauteur d'une ancienne carrière désaffectée située à environ 700 m à l'est du col de Teghime, puis la coupant à la jonction de la D 81 et de la D 338, passant par Monte Canarinco, Monte Fesso (358 m), jusqu'au sud de la carrière exploitée au lieu-dit Ponte Fesso, limite méridionale de la commune ;
- au sud, la ligne de crête passe par Monti Rossi (674 m), coupant la route D 38 au sud d'une ancienne carrière avant de plonger rapidement vers la plaine, pour rejoindre les collines calciques du Monte Sant'Angelo, 300 m au nord du mont ;
- à l'ouest, les limites sont matérialisées par la ligne de crête des collines calcaires du Monte Sant'Angelo jusqu'au pont de la D 81.

Barbaggio ne possède pas de façade maritime.  Le pont de la D 81 est situé à environ 700 m (distance orthodromique) de la mer.

### Hydrographie
Barbaggio occupe le bassin versant du ruisseau de La Trutta. Celui-ci qui a son embouchure à Olzu dans le golfe de Saint-Florent, porte en amont le nom de ruisseau de Vaccareccia. Il prend sa source sous Cima di Malaspina à 470 m d'altitude. Il est alimenté par les eaux du ruisseau de Natio (en amont son nom est ruisseau de Lucitello), et de son affluent le ruisseau de Forci.

### Climat et végétation
Comme les autres communes du Nebbio et celles du littoral occidental du Cap Corse, Barbaggio bénéficie d'un climat méditerranéen aux écarts thermiques modérés. La neige n'atteint les hauteurs du Pigno que quelques jours par an, tombant rarement en dessous de 400 mètres. Aussi, les chutes de neige ne perturbent qu'exceptionnellement la circulation au col de Teghime qui se situe à 536 m d'altitude. 

Le pouvoir qui se devrait rafraîchissant de la Serra di Pigno est faible en été ; les flancs de la montagne sont arides, ensoleillés et exposés à la sulana (adret), soumis au fréquent libeccio, vent d'ouest dominant, sec, violent, souvent mêlé au punente, l'autre vent d'ouest. 
De par leur position géographique, Barbaggio et sa plaine sont relativement bien abrités des vents du nord, la tramuntana hivernale, vent sain, sec, violent et glacial, mais aussi du nordet hivernal humide, apportant froid et neige d'Italie.
Le manteau végétal des zones non cultivées offre différents paysages selon les étages. Près des crêtes, la végétation est une lande rase, sculptée par les forts vents, avec des pelouses rocailleuses. À l'étage inférieur, c'est un maquis dense, composé de nombreux arbrisseaux épineux (angelas, genêt de Corse), de ronces, d'églantier de Pouzin (rosa pouzinii) et de salsepareilles, qui le rendent souvent impénétrable, sans arbres en raison d'incendies fréquents. À hauteur du village, apparaissent les oliviers, des bosquets de chênes verts, et même quelques châtaigniers. Autour du village palmiers, mimosas, figuiers de Barbarie et agaves apportent une touche d'exotisme. 

Les zones cultivées sont situées en plaine. Elles le sont essentiellement de vigne produisant des vins et muscats A.O.C.. En période de pointe estivale elles bénéficient d'un apport d'eau provenant du lac de Padula.

### Voies de communication et transports

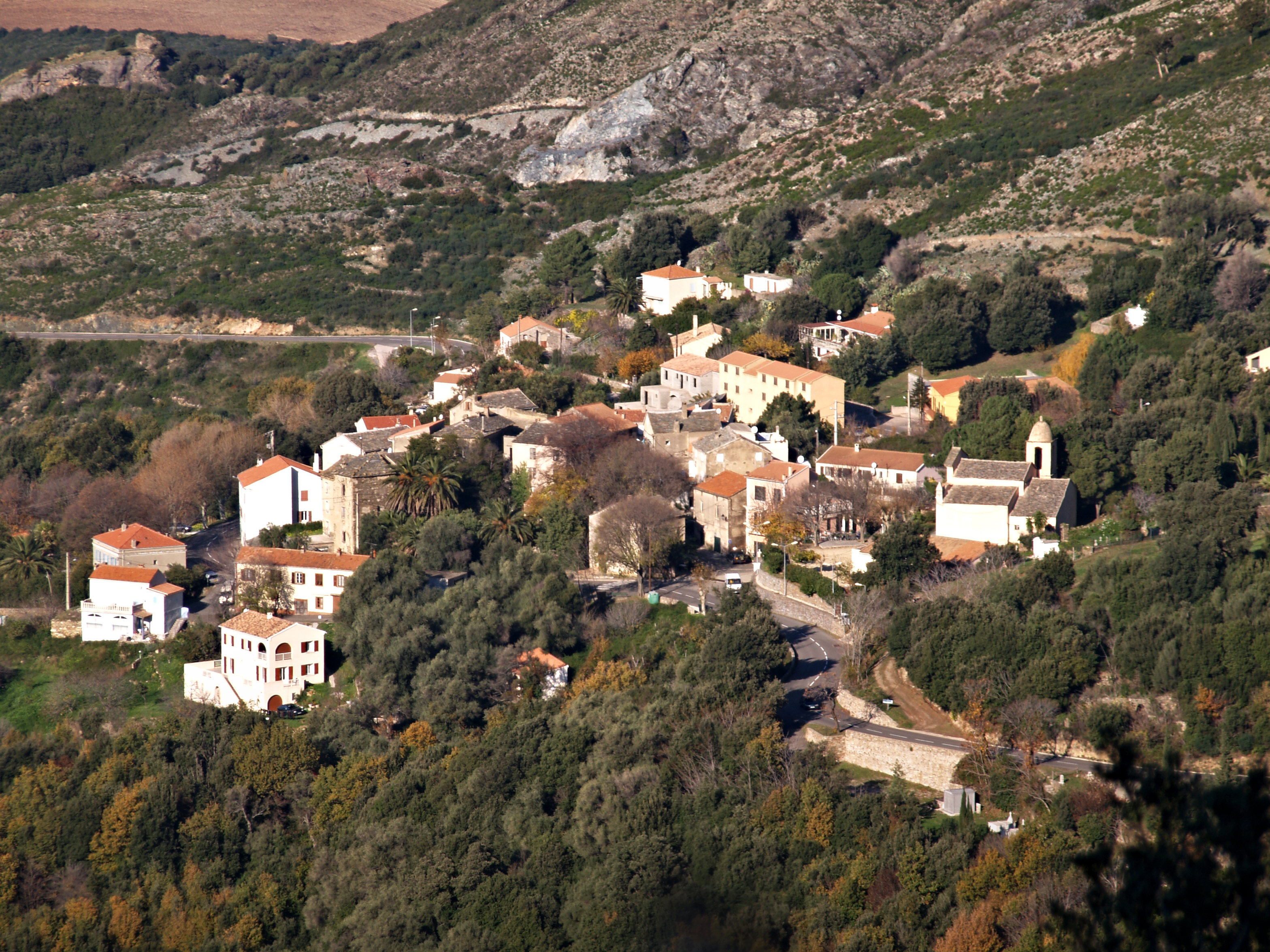
Hameau de Piazze.

#### Accès routiers
Lorsqu'on quitte Bastia pour se rendre à Saint-Florent, on emprunte la D81 qui traverse la commune et on franchit le Col de Teghime (536 m). Dans la descente on arrive à Barbaggio, premier des deux villages qui sont situés sur l'itinéraire, Le petit village, perché à 170 m d'altitude est faiblement habité malgré la proximité de l'agglomération bastiaise. La D 81 relie Bastia à la Balagne via Saint-Florent et le Désert des Agriates. 

Au col de Teghime se situe la jonction des routes D 81 et  D38 ; cette dernière permet d'accéder à Oletta via Poggio-d'Oletta.
La route D 338 permet de se rendre au sommet du Pigno où se trouvent des pylones de télécommunications. Sa jonction avec la D 81 se situe à près de 700 m à l'est du col de Teghime. Elle se termine en cul-de-sac aux installations des télécommunications du Pigno distants de 4,1 km.
À noter l'existence d'une petite route communale qui permet d'éviter la traversée des villages de Barbaggio et de Patrimonio. À partir de la D 81, une entrée est située peu avant le village de Barbaggio, marquée par un caveau de famille, la sortie se situant à la cave vinicole Orenga de Gaffori.

#### Transports
Il n'existe pas de transports en commun de voyageurs. Barbaggio est distant, par route, de 15 km du port de commerce de Bastia, de 14 km de la gare des CFC de Bastia et de 28 km de l'aéroport de Bastia Poretta.

## Urbanisme

### Typologie
Au 1er janvier 2024, Barbaggio est catégorisée commune rurale à habitat dispersé, selon la nouvelle grille communale de densité à sept niveaux définie par l'Insee en 2022.
Elle est située hors unité urbaine. Par ailleurs la commune fait partie de l'aire d'attraction de Bastia, dont elle est une commune de la couronne,. Cette aire, qui regroupe 93 communes, est catégorisée dans les aires de 50 000 à moins de 200 000 habitants,.

### Occupation des sols
L'occupation des sols de la commune, telle qu'elle ressort de la base de données européenne d’occupation biophysique des sols Corine Land Cover (CLC), est marquée par l'importance des forêts et milieux semi-naturels (66,6 % en 2018), néanmoins en diminution par rapport à 1990 (71,8 %). La répartition détaillée en 2018 est la suivante : 
milieux à végétation arbustive et/ou herbacée (46,1 %), cultures permanentes (22,5 %), espaces ouverts, sans ou avec peu de végétation (12,7 %), forêts (7,8 %), zones agricoles hétérogènes (6,2 %), prairies (3,4 %), zones urbanisées (1,2 %). L'évolution de l’occupation des sols de la commune et de ses infrastructures peut être observée sur les différentes représentations cartographiques du territoire : la carte de Cassini (XVIIIe siècle), la carte d'état-major (1820-1866) et les cartes ou photos aériennes de l'IGN pour la période actuelle (1950 à aujourd'hui).

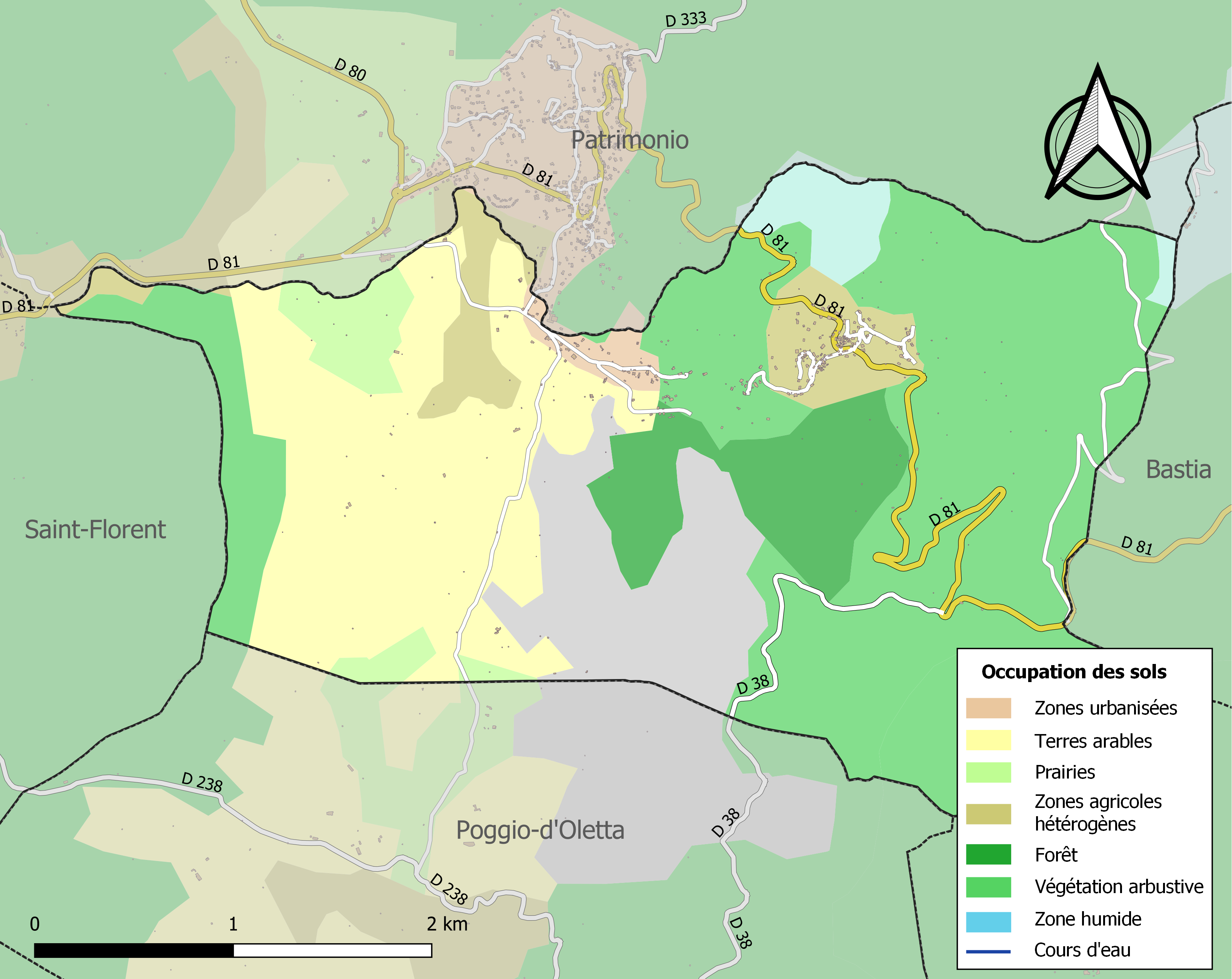
Carte des infrastructures et de l'occupation des sols de la commune en 2018 (CLC).
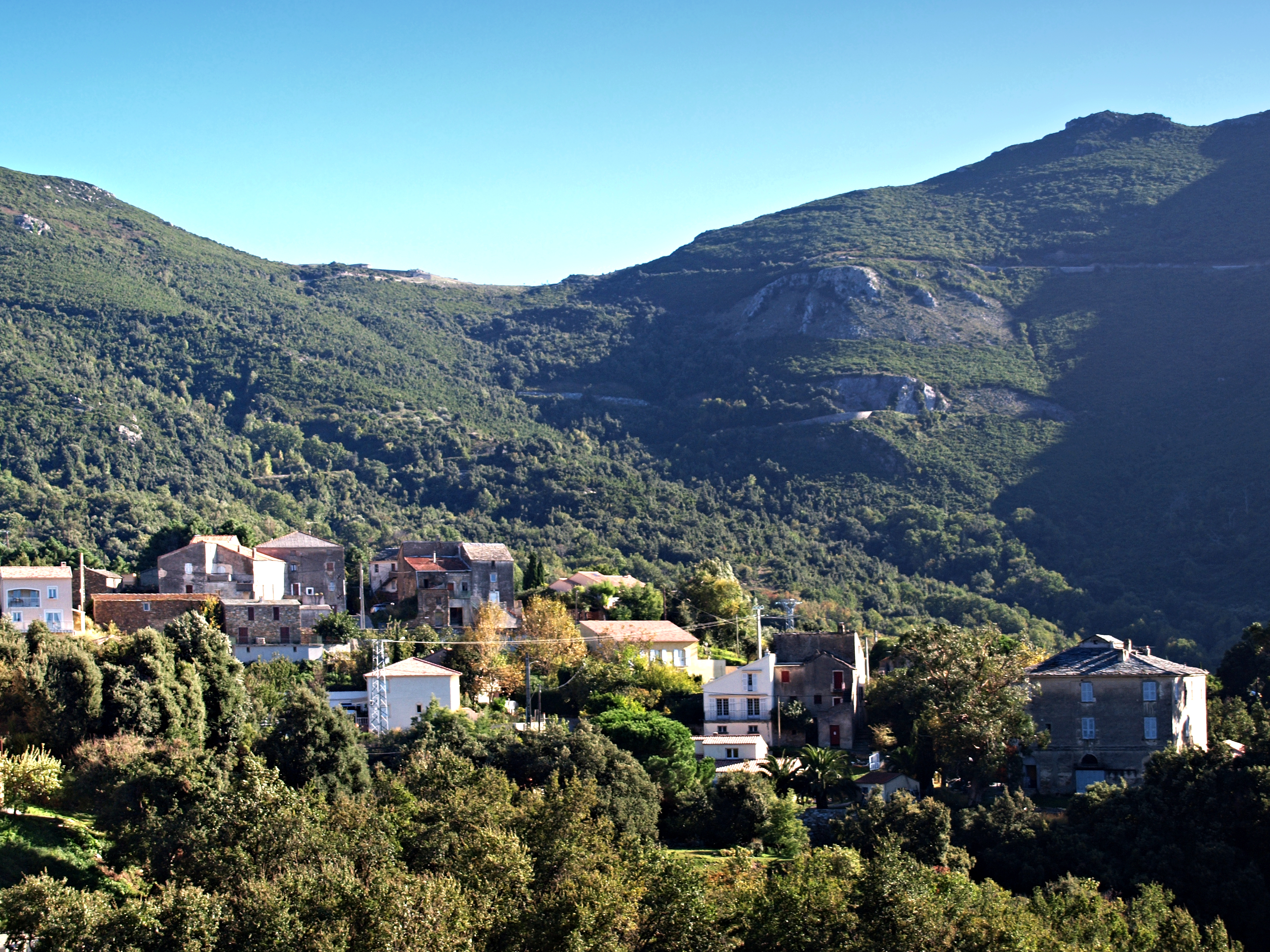
Hameau de Poggio

## Histoire

### Préhistoire
Les fouilles dans l'abri nommé Strette I a révélé qu'il a été occupé successivement au Néolithique, puis à l'Âge du Fer.
Par ailleurs, dans la plaine de Barbaggio, près du lieu-dit Foata, une statue-menhir en parfait état de conservation a été découverte fortuitement en 1965, à l'occasion d'un défonçage profond par un engin mécanique. Elle a été nommée U Nativu. Déplacée depuis à Patrimonio, la statue-menhir U Nativu est de nos jours dite « de Patrimonio ».
Selon certains témoins, en 1965, d'autres pierres se trouvaient également à côté de la statue-menhir, mais elles ont été aussitôt ensevelies.
En 1985, la zone où avait été découverte U Nativu devant être aménagée en terrain de sport, une fouille de sauvetage urgent a été effectuée par Jean-Claude Ottaviani et Jacques Magdeleine. Les sept tranchées ouvertes ont amené la découverte de trois blocs de calcaire miocène (roche dans laquelle a été façonnée U Nativu) provenant très probablement d'une ou plusieurs statues-menhirs brisées à une époque très ancienne.

### Temps modernes
Au XVIe siècle la pieve de Patrimonio était constitués de lieux habités qui avaient pour nom lo Palazzo, la Ficagia, la Picinasca, lo Cardeto, lo Calvello, la Feruciasca, Barbagio, Brigheta, Casatico. Vers 1550, elle comptait environ 550 habitants.

#### Barbaggio au temps de la Grande révolte des Corses contre les Génois (1729 - 1769)
Dans sa Chronologie des évènements, Antoine-Dominique Monti rapporte les faits suivants relatifs à la participation des gens de Barbaghju contre l'occupant génois :
- 1730, les gens du Nebbio prennent le parti de la république de Gênes contre les Corses en révolte. Le gouverneur concède 100 fusils aux gens du Nebbio dont ceux de Barbaghju[10].
- 1735 avril : les Génois barrent la route aux Nationaux qui veulent investir le Capicorsu. Ils occupent Olmeta, Barbaghju, Ortale, et Lucciana, mais subissent une lourde défaite à Furiani.
- 1748 le 8 juillet : Les Français tentent en vain de surprendre Barbaghju.
- 1755 :
  - 8 novembre. Le gouvernement corse, ayant constaté la tiédeur des populations du Nebbiu à combattre les Génois, commande la mobilisation des gens en armes et les convoque pour le lendemain au couvent de Muratu. Sont exclus de cet ordre les gens d'Oletta, Poghju et Barbaghju qui résistent vaillamment au harcèlement des troupes de Giovan Giacomo Grimaldi, commissaire général, un des plus illustres sujets de Gênes.
  - 18 novembre. À San Fiurenzu, Grimaldi tente une sortie. Il est repoussé pendant qu'un détachement envoyé de Bastia par Doria est mis en pièces par les gens de Barbaghju.
- 1768 :
  - 29 juillet. Marbeuf écrit à Paoli pour le sommer de retirer ses soldats de Barbaghju et Patrimoniu, afin de laisser aux Français la libre communication entre Bastia et San Fiurenzu, et de lui remettre l'Isula Rossa ; il se porte dans la nuit à Teghjime avec 2 000 hommes et donne l'ordre à M. de Grandmaison de sortir de San Fiurenzu.
  - 1er août. Après deux jours de durs combats et de lourdes pertes, les Français s'emparent de Patrimoniu et Barbaghju.
  - 29 août. Le gouvernement national convoque une consulte pour étudier la situation résultant de l'inattendue et injuste attaque des Français contre Barbaghju et Patrimoniu et de la publication de l'édit du Roi faisant état d'un transfert de souveraineté.
- 1769 :
  - Nuit du 13 au 14 février. Les Corses s'emparent de Barbaghju, où ils ont été introduits par les habitants, et s'installent à Teghjime.
  - 15 février. Marbeuf chasse les Nationaux de Teghjime et encercle Barbaghju.
  - 16 février. Les Français reprennent Barbaghju.

Au XVIIIe siècle à la cession de la Corse à la France par les Génois, la pieve prend le nom de pieve d'Olmeta. Avec la Révolution de 1789, les pievi deviennent des cantons. La piève devient le canton Saint-Florent.

### Époque contemporaine
En 1954, le canton de Saint-Florent était formé avec les communes de Farinole, Patrimonio, SaintFlorent et Barbaggio qui comptait alors 104 habitants.
1971 - 1973, de nouveaux cantons sont créés. Le canton de la Conca-d'Oro est créé avec la fusion imposée des anciens cantons d'Oletta et de Saint-Florent.

#### Bataille du Col de Teghime

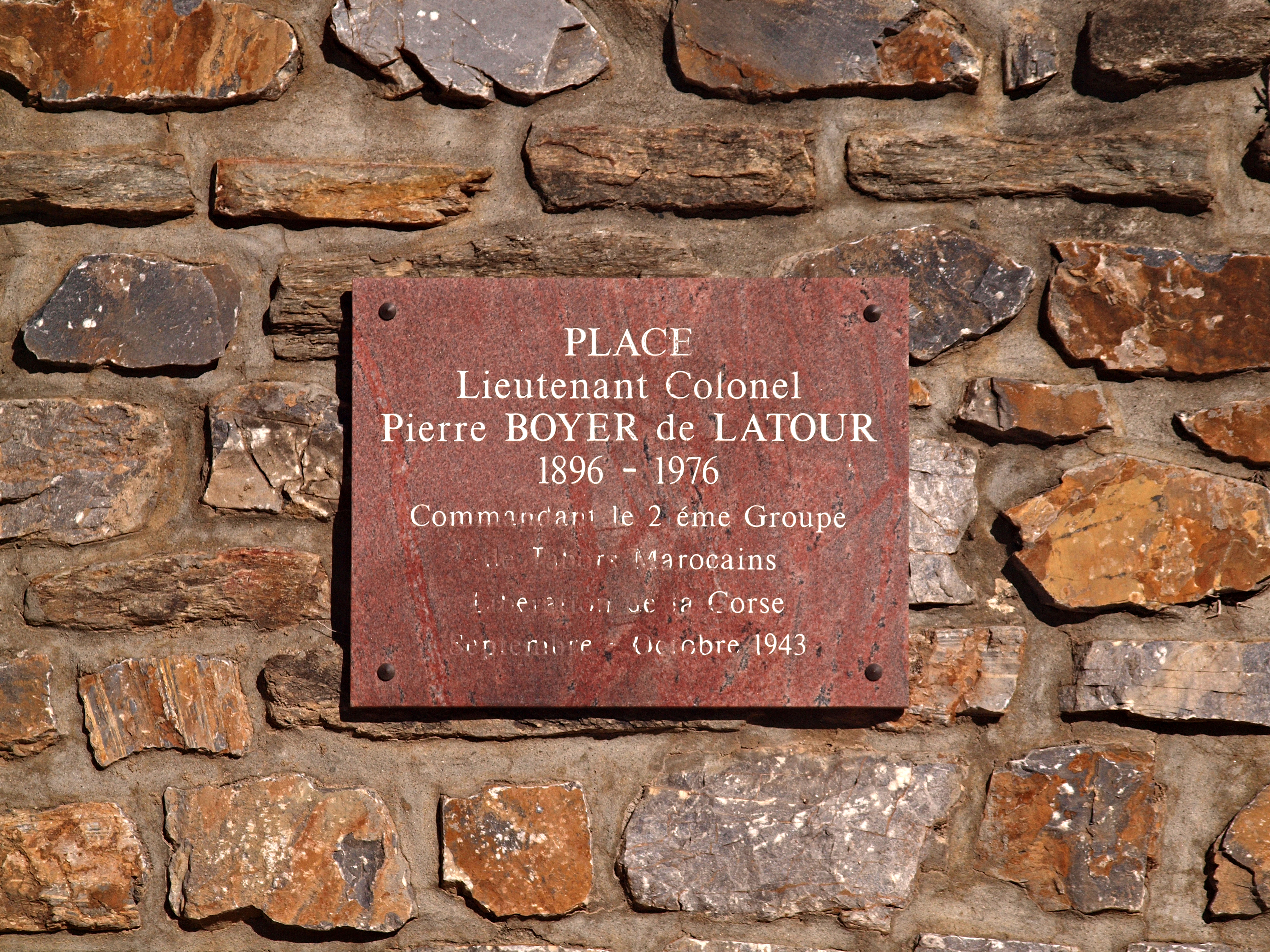
Nom de la place du village de Barbaggio.

Le 3 octobre 1943, au cours de la Seconde Guerre mondiale, le col de Teghime a été le théâtre d'une bataille qui a opposé des forces allemandes qui en défendaient le passage au 2e groupe de tabors marocains débarqués dans le golfe de Saint-Florent, commandé par le lieutenant-colonel Pierre Boyer de Latour du Moulin. Les quelques fortifications allemandes de ce point stratégique ont été enlevées au prix d'un combat acharné à l'arme blanche.
Pour commémorer le fait d'armes, une stèle a été érigée en bordure de la route D 81 et un canon (origine russe ?) placé.
La commune de Barbaggio a honoré Pierre Boyer de Latour du Moulin en donnant son nom à la place du village.

## Politique et administration

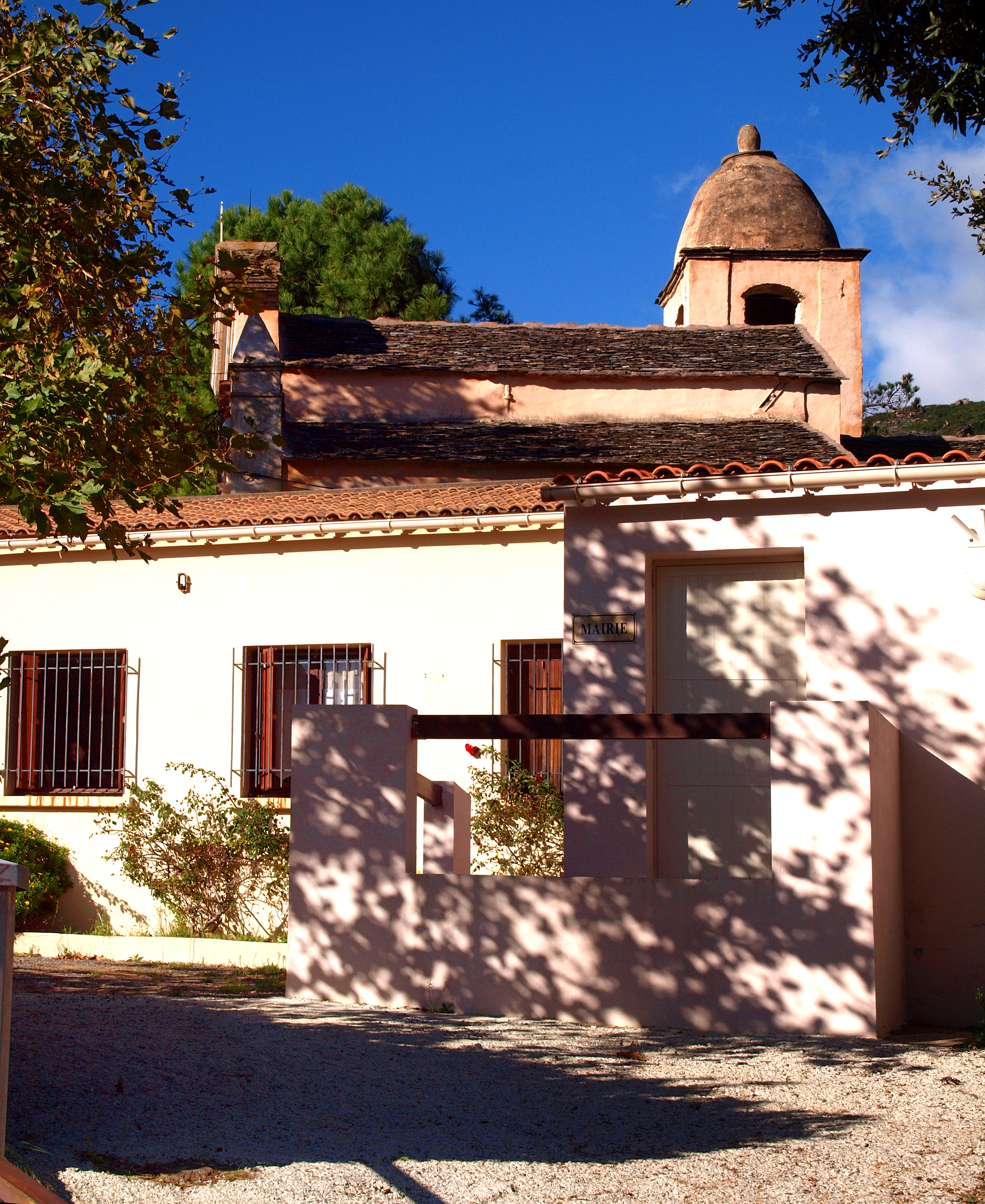
Mairie.

### Liste des maires
| Période                                  | Période                    | Identité                | Étiquette | Qualité  |
| ---------------------------------------- | -------------------------- | ----------------------- | --------- | -------- |
| 1909                                     | 1961 (pour cause de décès) | Ange-Augustin Devichi   |           |          |
| 1961                                     | 1981                       | (Antoine ?) Morenas     |           |          |
| 1981                                     | mars 2001                  | Jean-Laurent Giampietri | DVG       |          |
| mars 2001                                | mars 2014                  | Olivier Mei             | DVD       |          |
| mars 2014                                | En cours                   | Etienne Marchetti       | DVD       | Retraité |
| Les données manquantes sont à compléter. |                            |                         |           |          |

## Démographie
L'évolution du nombre d'habitants est connue à travers les recensements de la population effectués dans la commune depuis 1800. Pour les communes de moins de 10 000 habitants, une enquête de recensement portant sur toute la population est réalisée tous les cinq ans, les populations de référence des années intermédiaires étant quant à elles estimées par interpolation ou extrapolation. Pour la commune, le premier recensement exhaustif entrant dans le cadre du nouveau dispositif a été réalisé en 2007.

En 2022, la commune comptait 340 habitants, en évolution de +17,24 % par rapport à 2016 (Haute-Corse : +5,15 %, France hors Mayotte : +2,11 %).
| 1800 | 1806 | 1821 | 1831 | 1836 | 1841 | 1846 | 1851 | 1856 |
| ---- | ---- | ---- | ---- | ---- | ---- | ---- | ---- | ---- |
| 263  | 249  | 262  | 304  | 281  | 314  | 309  | 330  | 329  |

| 1861 | 1866 | 1872 | 1876 | 1881 | 1886 | 1891 | 1896 | 1901 |
| ---- | ---- | ---- | ---- | ---- | ---- | ---- | ---- | ---- |
| 303  | 307  | 300  | 319  | 293  | 282  | 252  | 261  | 196  |

| 1906 | 1911 | 1921 | 1926 | 1931 | 1936 | 1946 | 1954 | 1962 |
| ---- | ---- | ---- | ---- | ---- | ---- | ---- | ---- | ---- |
| 205  | 177  | 151  | 127  | 142  | 160  | 119  | 104  | 77   |

| 1968 | 1975 | 1982 | 1990 | 1999 | 2006 | 2007 | 2012 | 2017 |
| ---- | ---- | ---- | ---- | ---- | ---- | ---- | ---- | ---- |
| 73   | 75   | 78   | 111  | 164  | 200  | 206  | 243  | 303  |

| 2022 | - | - | - | - | - | - | - | - |
| ---- | - | - | - | - | - | - | - | - |
| 340  | - | - | - | - | - | - | - | - |

## Économie

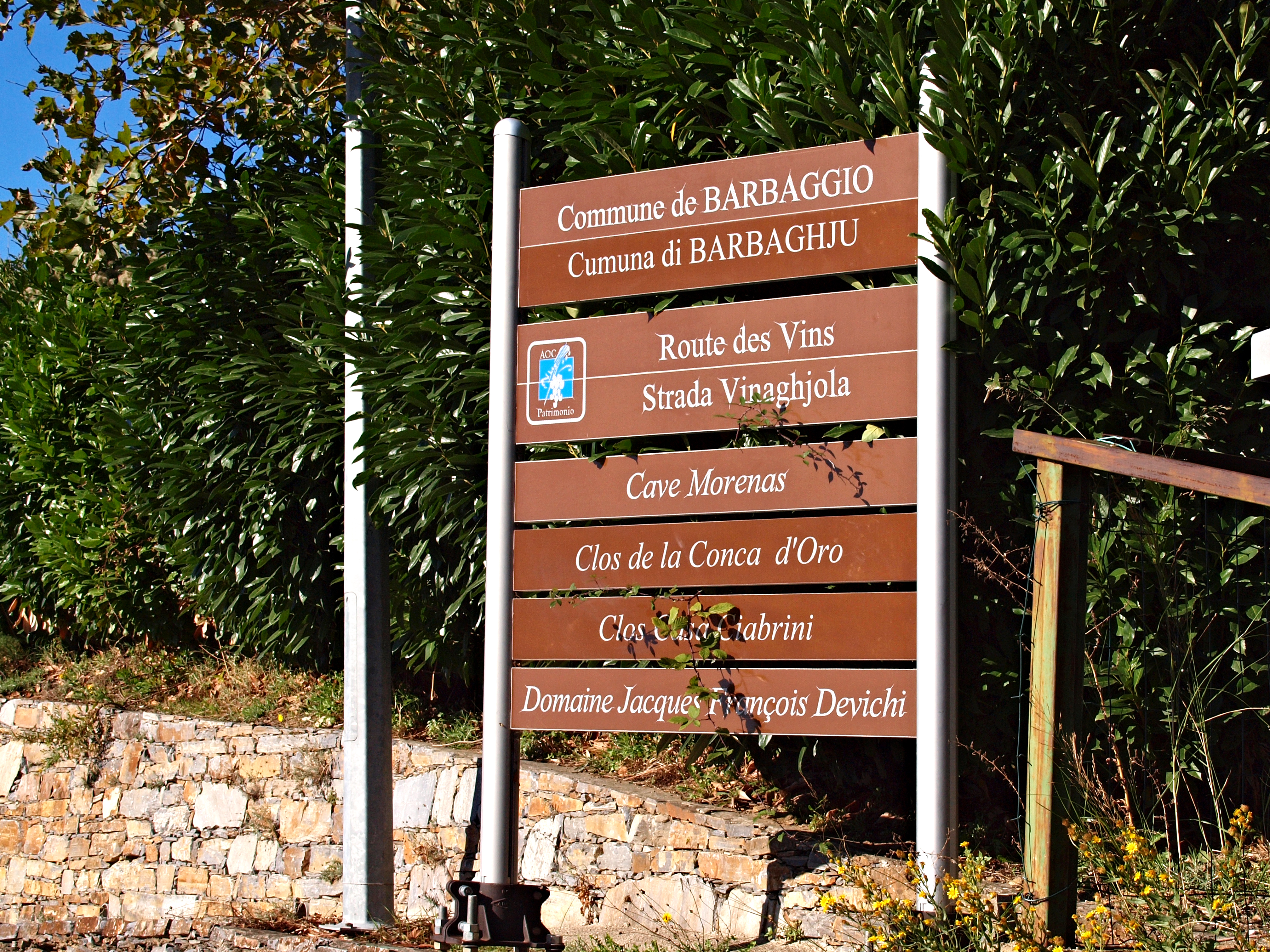
Route des vins AOC Patrimonio.

La viticulture est la principale activité agricole de la commune.
Barbaggio se situe dans l'aire de l'appellation contrôlée Patrimonio (AOC) pour les vins produits sur le territoire de sa commune. C'est donc le début d'une route des vins dont la qualité n'est plus à démontrer. Rouges, rosés et blancs, autrefois produits essentiellement en coopérative, sont produits, élaborés par la plupart des viticulteurs qui se sont dotés de matériels adéquats. Les vins muscat qui y sont produits bénéficient de l'appellation contrôlée Muscat du Cap-Corse.
Du fait de l'existence de quatre producteurs sur la commune, celle-ci se trouve sur la Route des Vins (Strada Vignaghjola).
D'autre part, depuis longtemps la commune produit des blocs d’enrochement destinés notamment à la création ou au renforcement de digues portuaires, comme pour le port de Bastia et le port de plaisance de Toga, mais aussi pour la construction de murs et parapets, de tout venant. Deux anciennes carrières à ciel ouvert ne sont plus exploitées ; celle en bordure de la D 81 vient d'être réhabilitée. L'ancienne carrière située en bordure de la D 38, sur les flancs du monte Secco, produisait des pierres à maçonner de formats irréguliers mais possédant une face naturellement lisse aux tons ocre/marron.
Une demande d'extension de carrière de métagabbros en roche massive est en cours pour l'actuelle carrière exploitée à Ponte Fesso. Le gisement est formé de métagabbros à filons de leptynites.

## Lieux et monuments

### Patrimoine naturel

#### ZNIEFF
Barbaggio est concernée par trois zones naturelles d'intérêt écologique faunistique et floristique (ZNIEFF)
Crête calcaire de Barbaggio / Teghime (940031072) ;
Crêtes asylvatiques du Cap Corse (940004076) ;
Défilé des Strette et collines calcaires de Saint-Florent (940013101).

#### Natura 2000
Barbaggio est concernée par un site d'intérêt communautaire (Dir. Habitat) :
Stations à choux insulaires de Barbaggio et Poggio d'Oletta
La zone couvre une superficie de 67,2 ha des communes de Barbaggio et Poggio-d'Oletta. Situé au niveau de la Corse alpine, le site est une pointe calcaire gris-bleu, zoné, à lits quartzeux, replissés avec des calcschistes. La zone abrite de belles stations à chou insulaire de Corse.

#### Site archéologique
Strette I
Les mises au jour dans l'abri ou grotte nommé Strette I de Barbaggio ont permis de dater l'occupation du site :
- au Néolithique : Bos taurus Linnaeus, 1758 (Bœuf domestique, Vache domestique), Prolagus sardus (Wagner, 1832) (Prolagus sarde), et Sus scrofa Linnaeus, 1758 (Sanglier) ;
- à l'Age du Fer : Capra hircus Linnaeus, 1758 (Chèvre domestique) et Ovis aries Linnaeus, 1758 (Mouton domestique).

### Patrimoine religieux

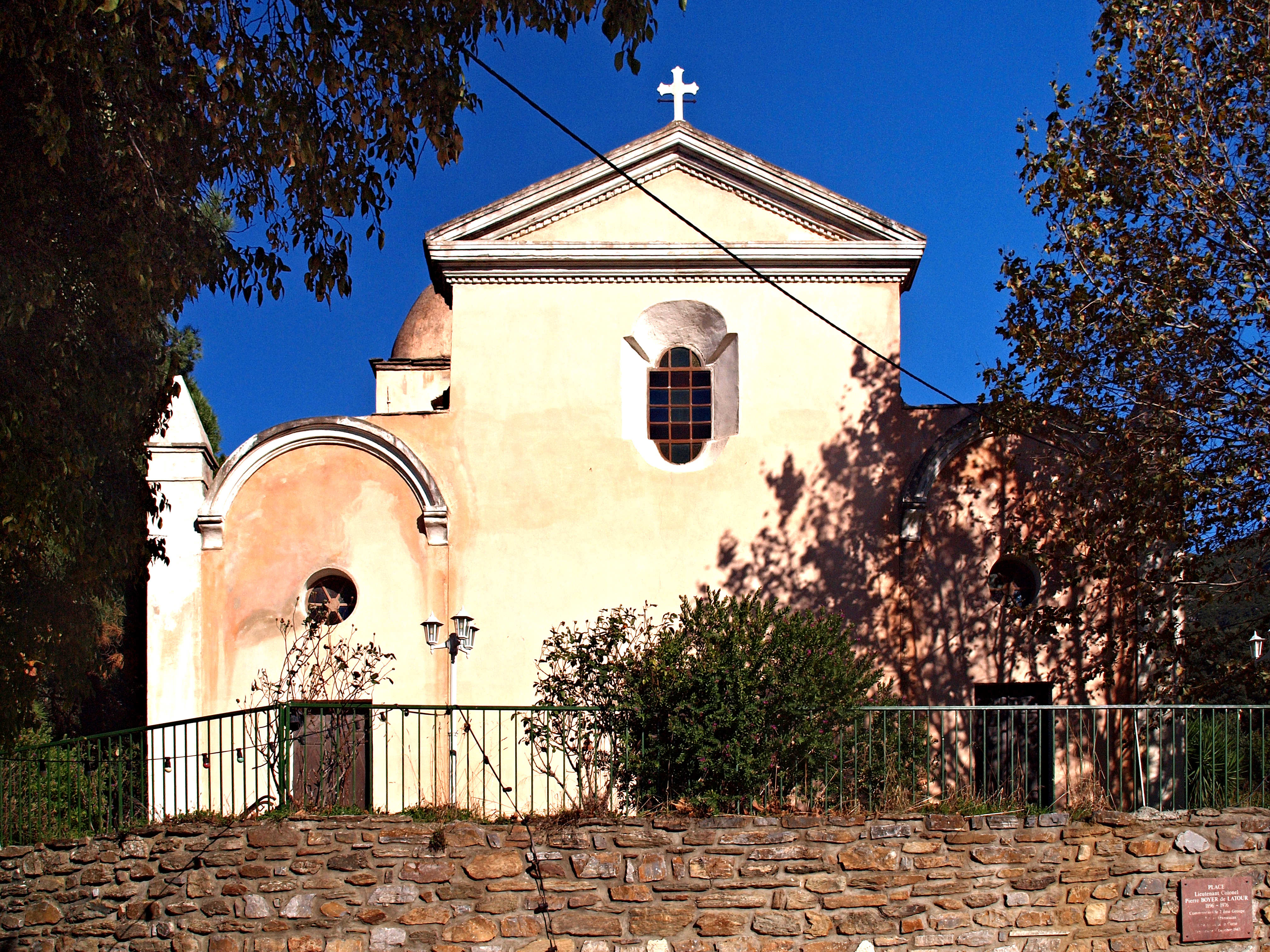
Église Saint-Marcel.

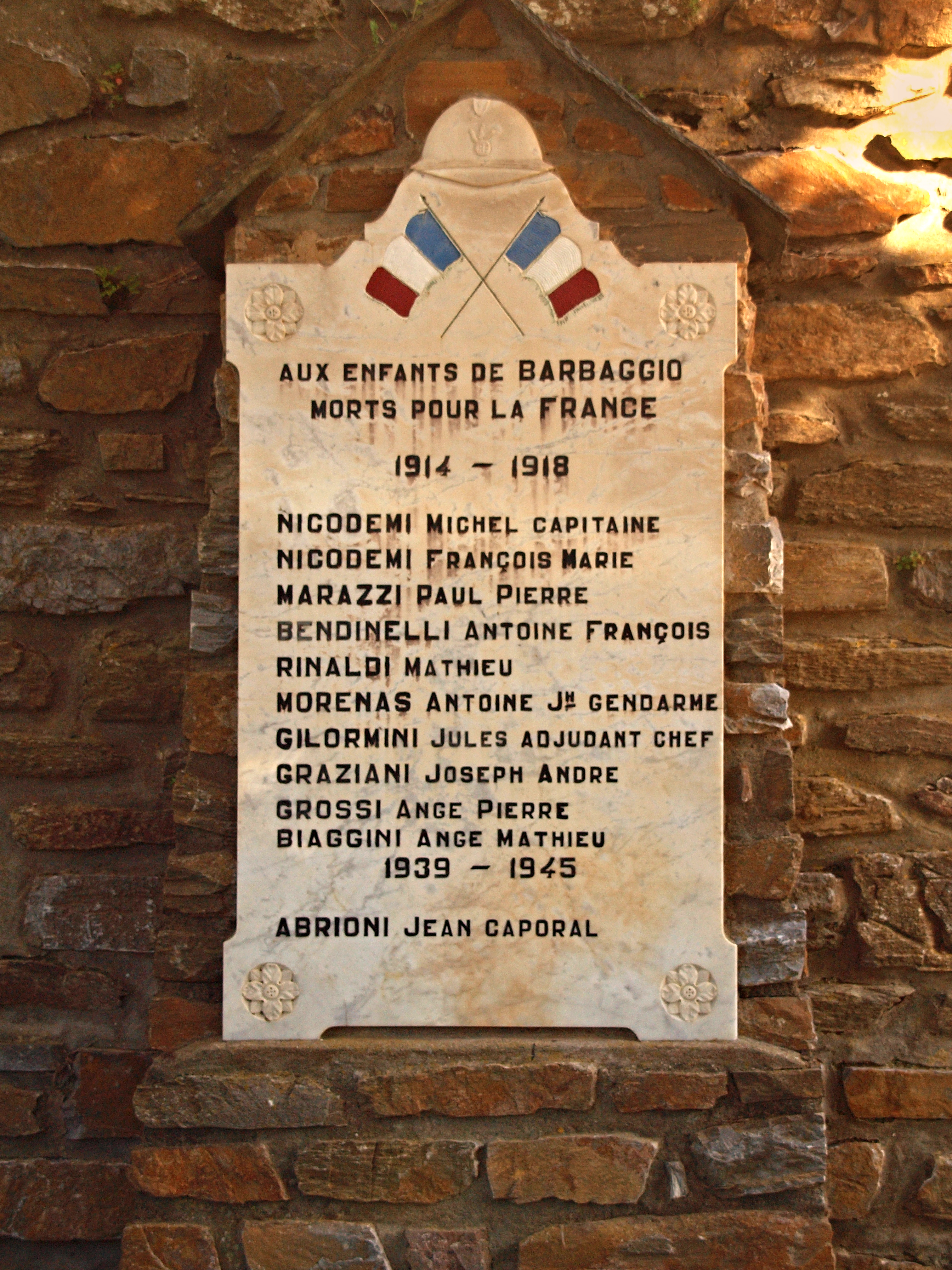
Monument aux morts.

#### Église Saint-Marcel
- L'église paroissiale Saint-Marcel, date du XVIIIe siècle dans ses parties essentielles, mais on note la présence d'éléments plus anciens, notamment de pierres tombales du XVIe s. Elle possède un remarquable clocher à coupole.

L'édifice religieux renferme un tableau saint Jérôme dans le désert du XVIIe siècle, provenant vraisemblablement de l'ancienne collection du cardinal Joseph Fesch. Cette peinture à l'huile sur toile est classée Monument historique par arrêté du 22 novembre 2007.

#### Ancienne église San Pietro
Au lieu-dit "Torra", cette ancienne église, aujourd'hui isolée à plus de 200 m des maisons au sud du village, était le principal lieu de culte de la pieve de Patrimonio (Barbaggio était alors la piévanie, au centre des habitations) ; de style roman pisan, elle a été édifiée entre le XIe et le XIIe siècle avec un appareillage monochrome très soigné alternant des lignes fines et larges de blocs maçonnés. À l’intérieur un arc triomphal composé de 26 claveaux, sépare l’unique abside de la nef (8,80 m x 4,60 m) aujourd’hui à ciel ouvert.
Depuis sa dernière mention sur les plans cadastraux est de 1863, elle n'est plus portée sur les cartes. L’archéologie du bâti a montré deux phases de constructions dont la partie la plus ancienne est coté Est (abside) où, les restes de fresques encore présents seront analysés. Toujours dans l’abside, le diagnostic archéologique mené dans le sol a livré une double inhumation. Par suite des résultats, une fouille préventive a été prescrite par l’État (arrêté 2018/083/SRA du 24 septembre 2018), en préalable à la restauration de l’église San Petru voulu par la commune, La connaissance du monument est un enjeu, pour ses fonctions religieuses d’une part, comme pour ses affectations civiles ultérieures jusqu’à son abandon.

### Patrimoine civil
Le col de Teghime
Ce passage stratégique entre le golfe de Saint-Florent et Bastia a été le cadre en octobre 1943 d'une bataille pour la libération de la Corse lors de la Seconde Guerre mondiale. Ce « point fort » de la commune offre un vaste panorama d'un côté, sur le golfe de Saint-Florent, les Agriates et le Nebbio, et de l'autre sur la mer Tyrrhénienne avec plusieurs îles de l'archipel toscan, la Plaine de la Marana. En période de grande visibilité, les côtes italiennes sont perceptibles.
Monument aux morts
Il est représenté par une plaque commémorative apposée au mur de la place "Lieutenant-Colonel-Pierre-Boye- de Latour".

## Personnalités liées à la commune
- Pierre Boyer de Latour du Moulin. Il commandait « le 2e groupe de Tabors marocains libérateur de la Corse septembre - octobre 1943 »[21].